# Bernd Klein (Informatiker)
Bernd Klein (* 24. Dezember 1957 in Saarlouis) ist ein deutscher Informatiker, Fachbuchautor und Dozent. 

## Leben und Wirken
Er schloss 1988 sein Informatikstudium mit einem Diplom in Informatik an der Universität des Saarlandes ab. Bis 2007 arbeitete er als Softwareentwickler in der Industrie und seit 2007 ist er als Dozent und Trainer im Bereich Softwareentwicklung und Programmiersprachen aktiv, Schwerpunkt seit 2009 ist die Programmiersprache Python.
Seit 2008 betreibt er die Lernplattformen python-kurs.eu und python-course.eu. Die Plattformen werden in Fachmedien und Tutorials häufig als Empfehlung gelistet.

## Tätigkeit als Dozent
Bernd Klein ist als Trainer international tätig und führt seit 2009 Python-Schulungen durch. Er arbeitete mit Universitäten, Forschungseinrichtungen und Unternehmen zusammen. So leitete er u. a. 2021 Python-Seminare an der Universität Hamburg (CUI Graduate School) zu Themen wie Data Science und Machine Learning.
Auf der offiziellen Python-Website wird er als internationaler Python-Trainer geführt.

## Veröffentlichungen
- Einführung in Python 3. 4. Auflage, Hanser Verlag, München 2023, ISBN 978-3-446-46379-0.[6]
- Python-Grundlagen | eLearning. 1. Auflage, Hanser Verlag, 2023, ISBN 978-3-446-47992-0.
- Numerisches Python. 2. Auflage, Hanser Verlag, 2022, ISBN 978-3-446-47170-2.[7]
- Funktionale Programmierung mit Python. 1. Auflage, Hanser Verlag, 2025, ISBN 978-3-446-48191-6

## Rezeption
„Bernd Klein geht in seiner Einführung „Python 3“ sehr gründlich und systematisch vor. [...] Alles in allem liegt mit „Python 3“ ein durchweg empfehlenswertes Lehrbuch vor, das sich auch als Referenz eignet und in alle Aspekte der Sprache umfassend einführt. Zum Selbststudium dürfte sich das Werk ebenfalls gut eignen, nicht zuletzt wegen der Aufgaben an den Abschnittsenden, für die ein Schlusskapitel Lösungen anbietet.“, Jens-Christoph Brendel: Zwei Bücher, die helfen, Python zu erlernen, Linux-Magazin 10/2021.
„Kleins Werk ist ein Arbeitsbuch, das an numerischer Mathematik interessierten Entwicklern ein Sammelsurium von Werkzeugen bietet. Das mit 467 Seiten nicht allzu lange Werk kann man ohne jede Einschränkung empfehlen.“, Tam Hanna: Bücher über Datenbanken und Python, Linux-Magazin 03/2024.

## Weitere Tätigkeiten
Neben seiner Arbeit als Informatiker und Fachbuchautor ist Bernd Klein auch als Musiker und Komponist aktiv und veröffentlichte seine Musik über TuneCore bei allen Streaming-Plattformen.
- Color of Copper, Album von Bernd Klein, veröffentlicht am 8. Januar 2024, UPC: 859782571099, Freigabekennung: 7178388.
- Dance of the Mountains, Album von Bernd Klein, veröffentlicht am 16. Januar 2025, UPC: 196056661828, Freigabekennung: 1231655065.
- Istanbul Winds to Paris Nights, Album von Bernd Klein, veröffentlicht am 28. November 2024, UPC: 859798120892, Freigabekennung: 1231404357.
- Le Roi Et Ces Trois Châteaux, Album von Bernd Klein, veröffentlicht am 11. Juni 2023, UPC: 859774782090, Freigabekennung: 6418285.
- Liquid Dreams, Album von Bernd Klein, veröffentlicht am 25. Juli 2024, UPC: 859791726275, Freigabekennung: 8074085.
- Lonesome Orchestra, Album von Bernd Klein, veröffentlicht am 10. Mai 2023, UPC: 859773512650, Freigabekennung: 6294065.
- Neptune Has No Daughter, Album von Bernd Klein, veröffentlicht am 6. Juli 2023, UPC: 859775612846, Freigabekennung: 6499519.
- Sinvalaisphony, Single von Bernd Klein, veröffentlicht am 22. Mai 2023, UPC: 859774010612, Freigabekennung: 6342745.
- Songs of Terra and Luna, Album von Bernd Klein, veröffentlicht am 1. September 2023, UPC: 859777747034, Freigabekennung: 6707894.
- Songs of the Dunes, Album von Bernd Klein, veröffentlicht am 8. Mai 2024, UPC: 859788020188, Freigabekennung: 7710102.
- Steps and Stones, Album von Bernd Klein, veröffentlicht am 6. April 2025, UPC: 859704342981, Freigabekennung: 1232053652.
- Waltzing at the Fair, Album von Bernd Klein, veröffentlicht am 19. Februar 2024, UPC: 859784431995, Freigabekennung: 7359234.